# Эрм, Леэзи
Леэзи Эрм при рождении Лизетт-Жюлин Вандель (эст. Leesi Erm; 16 января 1910, дер. Саунья, Эстляндская губерния, Российская империя — 3 января 1989, Таллин) — эстонская и советская художница, мастер декоратовно-прикладного искусства, народный художник Эстонской ССР (1975).
В 1924—1930 годах обучалась в художественно-промышленной школе (теперь Эстонская академия художеств) и в педагогическом училище (1930—1932) в Таллине. В 1947—1969 годах преподавала в Художественном институте Эстонской ССР в Таллине. С 1947 года — доцент Государственного художественного института Эстонской ССР .
Автор рисунков для декоративных тканей, мастер художественного ткачества. Обращался к национальному орнаменту, изобразительной тематике, достигал разнообразия цветовых и фактурных решений.

## Награды
- 1963 — Заслуженный художник Эстонской ССР
- 1967 — Премия Советской Эстонии
- 1975 — Народный художник Эстонской ССР
- 1981 — Премия Кристьяна Рауда (расписные ткани «Ледяной свет» и «Ясный день» и персональная выставка 1980 г.)